# Mankāchar
Mankāchar är en ort i Indien.   Den ligger i delstaten Meghalaya, i den östra delen av landet, 1 300 km öster om huvudstaden New Delhi. Mankāchar ligger 30 meter över havet och antalet invånare är 31 091.
Terrängen runt Mankāchar är platt. Runt Mankāchar är det ganska tätbefolkat, med 116 invånare per kvadratkilometer. Det finns inga andra samhällen i närheten. I omgivningarna runt Mankāchar växer huvudsakligen savannskog.